# Liste des ports en Ukraine
La liste de ports en Ukraine, est une liste non exhaustive de ports en Ukraine tant fluviaux que maritimes organisé par l'Autorité portuaire d'Ukraine.

Ports en Ukraine.

## Mer d'Azov
- Port de Marioupol.
- Port de Henitchesk.
- Port de Berdiansk.

### Crimée
- Port de Komich-Bouroun.
- Port de Krym.
- Port de commerce de Kertch.

## Mer Noire
- Port de commerce de Kherson.
- Port de Pivdennyi.
- Port d'Odessa.
- Port d'Olvia.
- Port de Skadovsk.
- Port de Bilhorod-Dnistrovskyï.
- Port de Tchornomorsk.

### Crimée
- Port de Komich-Bouroun.
- Port d'Eupatoria.
- Port de Krym.
- Port de Théodosie.
- Port de commerce de Kertch.
- Port de Sébastopol.
- Port de Yalta.

## Fluviaux

### Danube
- Port d'Izmaïl.
- Port de Kilia.
- Port de Reni.
- Port commercial maritime d'Oust-Danube.

### Boug méridional
- Port de Mykolaïv.
- Port fluvial de Mykolaïv.

### Dniestr
- Port de de Bilhorod-Dnistrovskyï.

### Dniepr
- Port de Dnipriany.
- Port fluvial de Kherson.
- Halte fluviale de Kyiv.
- Port fluvial de Krementchouk.
- Port fluvial de Mykolaïv.
- Port de Nikopol.
- Port de Nova Kakhovka.
- Port fluvial de Zaporijjia.